# Consell General del Sarthe

Logo actual del Consell General de la Sarthe

El Consell General del Sarthe és l'assemblea deliberant executiva del departament francès del Sarthe a la regió de País del Loira. La seva seu es troba a Le Mans. Des de 2011, el president és Jean-Marie Geveaux (UMP).

## Antics presidents del Consell
- 1998 - 2011 : Roland du Luart
- 1992 - 1998 : François Fillon
- 1979 - 1992 : Françis Busson
- 1979 - 1922 : Michel d'Aillières[1]
- 1976 - 1979 : Fernand Poignant
- 1970 - 1976 : Michel d'Aillières
- 1874 - 1875 : Jean Tryphon-Respice DROUIN

## Composició
El març de 2011 el Consell General de Sarthe era constituït per 40 elegits pels 40 cantons del Sarthe.
| Partit                        | Sigles | Electes |
| ----------------------------- | ------ | ------- |
| Oposició (18 escons)          |        |         |
| Partit Socialista             | PS     | 13      |
| Partit Comunista Francès      | PCF    | 2       |
| Partit Radical d'Esquerra     | PRG    | 1       |
| Divers gauche                 | DVG    | 2       |
| Majoria (22 escons)           |        |         |
| Unió pel Moviment Popular     | UMP    | 14      |
| Divers Droite                 | DVD    | 8       |
| President del Consell General |        |         |
| Jean-Marie Geveaux (UMP)      |        |         |